# Parafia św. Andrzeja Boboli w Wojciechach
Parafia świętego Andrzeja Boboli w Wojciechach – parafia rzymskokatolicka znajdująca się w archidiecezji warmińskiej, w dekanacie Górowo Iławeckie.